# Campionati europei di atletica leggera indoor 2021 - Salto con l'asta femminile
Il concorso del salto con l'asta femminile ai campionati europei di atletica leggera indoor di Toruń 2021 si è svolto il 6 marzo 2021 presso l'Arena Toruń con finale diretta vista la partecipazione di sole 10 atlete.

## Podio
| Pos.    | Atleta         | Nazionalità   |
| ------- | -------------- | ------------- |
| Oro     | Angelica Moser | Svizzera      |
| Argento | Tina Šutej     | Slovenia      |
| Bronzo  | Holly Bradshaw | Gran Bretagna |
| Bronzo  | Iryna Zhuk     | Bielorussia   |

## Record
| Record                | Record          | Record | Record            | Record           |
| --------------------- | --------------- | ------ | ----------------- | ---------------- |
| Record del mondo      | Jennifer Suhr   | 5,02 m | Albuquerque, USA  | 2 marzo 2013     |
| Record europeo        | Elena Isinbaeva | 5,01 m | Stoccolma, Svezia | 23 febbraio 2012 |
| Record dei campionati | Elena Isinbaeva | 4,90 m | Madrid, Spagna    | 6 marzo 2005     |

## Programma
| Data         | Ora   | Turno  |
| ------------ | ----- | ------ |
| 6 marzo 2021 | 18:45 | Finale |

## Risultati

### Finale
| Class   | Atleta               | Nazione       | 4,20 m | 4,35 m | 4,45 m | 4,55 m | 4,60 m | 4,65 m | 4,70 m | 4,75 m | 4,80 m | Risultato | Note                                     |
| ------- | -------------------- | ------------- | ------ | ------ | ------ | ------ | ------ | ------ | ------ | ------ | ------ | --------- | ---------------------------------------- |
| Oro     | Angelica Moser       | Svizzera      | -      | o      | xo     | o      | xxo    | xxo    | o      | xo     | r      | 4,75 m    | Miglior prestazione personale            |
| Argento | Tina Šutej           | Slovenia      | -      | o      | xo     | xo     | o      | xo     | o      | xx-    | x      | 4,70 m    | =                                        |
| Bronzo  | Holly Bradshaw       | Gran Bretagna | -      | -      | -      | o      | -      | o      | xxx    |        |        | 4,65 m    |                                          |
| Bronzo  | Iryna Zhuk           | Bielorussia   | -      | -      | o      | -      | o      | o      | xxx    |        |        | 4,65 m    |                                          |
| 5       | Eléni-Klaoúdia Pólak | Grecia        | -      | o      | o      | xxo    | -      | xxo    | xxx    |        |        | 4,65 m    |                                          |
| 6       | Wilma Murto          | Finlandia     | -      | o      | o      | xo     | x-     | x-     | x      |        |        | 4,55 m    | Miglior prestazione personale stagionale |
| 7       | Yana Hladiychuk      | Ucraina       | -      | o      | o      | xxx    |        |        |        |        |        | 4,45 m    |                                          |
| 7       | Fanny Smets          | Belgio        | o      | o      | o      | xxx    |        |        |        |        |        | 4,45 m    |                                          |
| 9       | Maryna Kylypko       | Ucraina       | o      | xo     | xxx    |        |        |        |        |        |        | 4,35 m    |                                          |
| 9       | Michaela Meijer      | Svezia        | o      | xo     | xxx    |        |        |        |        |        |        | 4,35 m    |                                          |